# سرفيد البصل
سِرفيد البصل أو ذبابة البصل الكبيرة (الاسم العلمي: Eumerus strigatus)، هي نوع شائع من السرفات التي توجد في أوربا. توجد أيضًا في شمال وسط أمريكة الشمالية ومواقع متفرقة أُخَر أنواعًا مدخلة من البصيلات المصابة. البالغون كثيرًا ما يحومون حول الزهور التي يتغذون منها على الرحيق وحبوب اللقاح. تتغذى اليرقات على بصيلات مختلفة.